# Ripon (condado de Fond du Lac, Wisconsin)
Ripon es un pueblo ubicado en el condado de Fond du Lac en el estado estadounidense de Wisconsin. En el Censo de 2010 tenía una población de 1.400 habitantes y una densidad poblacional de 17,34 personas por km².

## Geografía
Ripon se encuentra ubicado en las coordenadas 43°52′27″N 88°48′20″O / 43.87417, -88.80556. Según la Oficina del Censo de los Estados Unidos, Ripon tiene una superficie total de 80.72 km², de la cual 79.78 km² corresponden a tierra firme y (1.17%) 0.95 km² es agua.

## Demografía
Según el censo de 2010, había 1.400 personas residiendo en Ripon. La densidad de población era de 17,34 hab./km². De los 1.400 habitantes, Ripon estaba compuesto por el 95.71% blancos, el 0.21% eran afroamericanos, el 0.29% eran amerindios, el 1.43% eran asiáticos, el 0% eran isleños del Pacífico, el 1.5% eran de otras razas y el 0.86% pertenecían a dos o más razas. Del total de la población el 4.86% eran hispanos o latinos de cualquier raza.